# Felipe Próspero de Austria
Felipe Próspero de Austria (Madrid, 28 de noviembre de 1657 - Madrid, 1 de noviembre de 1661), príncipe de Asturias, fue el tercer hijo y primer varón del matrimonio formado por Felipe IV de España y Mariana de Austria. Aparte de Margarita Teresa y Carlos, fue el primero de los hijos que superó los dos años de vida de aquel matrimonio, para fallecer poco después.

## Vida
Nacido como Felipe Próspero José Francisco Domingo Ignacio Antonio Buenaventura Diego Miguel Luis Alfonso Isidro Ramón Víctor de Austria, su venida al mundo fue recibida con gran alegría, ya que desde la muerte del príncipe Baltasar Carlos en 1646 la Casa Real española carecía de herederos varones. Felipe fue inmediatamente convertido en Príncipe de Asturias. Fue bautizado el 13 de diciembre de 1657 por el cardenal don Baltasar de Moscoso, arzobispo de Toledo.
El príncipe Felipe Próspero fue retratado en 1659 por Velázquez. El cuadro, que refleja una profunda ternura hacia el niño pero que también constituye un dramático reflejo de su naturaleza enfermiza, se encuentra hoy en el Kunsthistorisches Museum de Viena.
Las esperanzas depositadas en el príncipe Felipe se vieron truncadas en 1661, cuando el niño falleció prematuramente con solo tres años y a escasos días del nacimiento de su hermano menor el príncipe Carlos, futuro Carlos II.
Felipe Próspero fue el hijo mayor. En la ceremonia para celebrar el nacimiento del Príncipe en Huesca estaba una representación del recién nacido arrodillados y mostrándole ante la Custodia, lo que debería señalar que "En la ilustre casa de Austria por la aprobación divina, la veneración del Santísimo Sacramento es innata." Poco después, con motivo de la Natividad, fue representada por primera vez la obra El laurel de Apolo, de Pedro Calderón de la Barca.
Hasta su nacimiento, su medio hermano Baltasar Carlos que había muerto en 1646, y su media hermana, María Teresa fueron considerados como los herederos del reino, pues en España, no se seguía la ley sálica. Probablemente antes del nacimiento de Felipe Próspero, su madre había tenido varios abortos involuntarios, debido a la enfermedad de la sífilis de su padre.
El nacimiento viable del heredero español aceleró la conclusión de la paz de los Pirineos entre España y Francia, así como el matrimonio de María Teresa y el rey Luis XIV de Francia tuvo efecto, a pesar de que ya había sido prometida al Emperador Leopoldo I. Debido al precario estado de salud de Felipe Próspero, María Teresa se encuentra al contraer matrimonio en 1660 como la heredera de la Corona española.
Pero también su nacimiento fue significativo. Leopoldo I era por entonces un candidato al trono español, circunstancia que habría podido afectar a los electores alemanes en la elección imperial en 1658, ya que temían la hegemonía del emperador Habsburgo.
Felipe Próspero fue de constitución muy débil, se veía enfermizo, apático y sufría de epilepsia y escrófulas. Murió poco antes de su cuarto cumpleaños y cinco días antes del nacimiento de su hermano, él que más tarde fue rey Carlos II, siendo enterrado en el Panteón de los Infantes de El Escorial. El día de su muerte, pero 39 años después, en 1700, fallecía su hermano Carlos II de España.

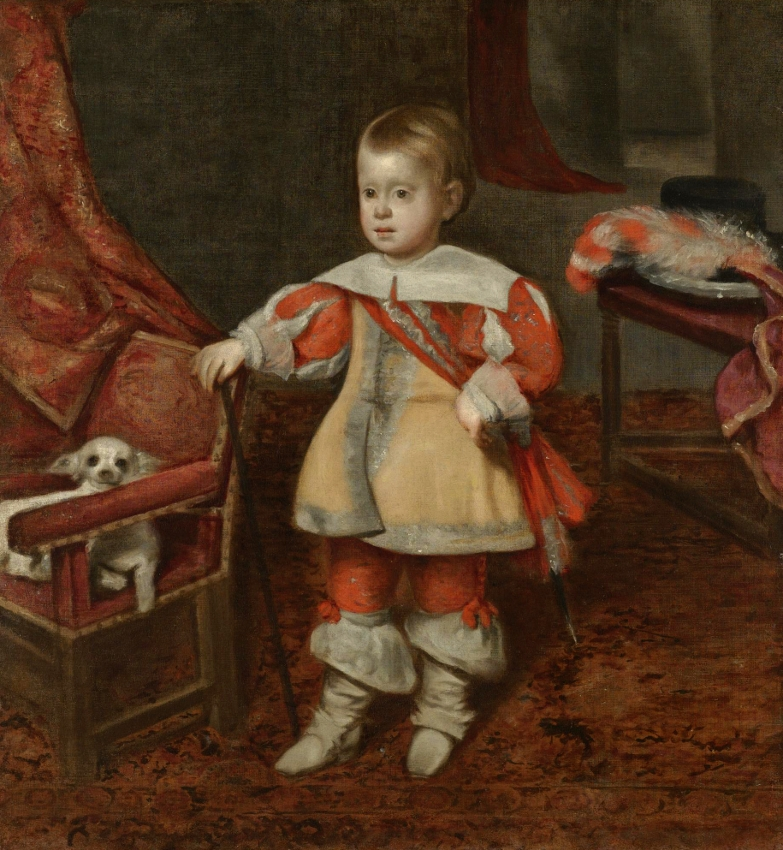
Felipe Próspero en una derivación del retrato velazqueño.